# Микларі
Микларі (словен. Miklarji) — поселення в общині Чрномель, Південно-Східна Словенія, Словенія. Висота над рівнем моря: 536,8 м.